# 누드모델 (2013년 영화)
누드모델(Broken Side of Time)은 미국에서 제작된 고먼 베차드 감독의 2013년 드라마 영화이다. 린 만시넬리 등이 주연으로 출연하였고 고먼 베차드 등이 제작에 참여하였다.

## 출연

### 주연
- 린 만시넬리
- 오드리아 에이어스
- 올리비아 웰런

### 조연
- 제시카 마조
- 마르신 팔루치

## 제작진
- 각색: 린 만시넬리
- 총괄프로듀서: 론 밀러
- 프로덕션매니저: 잔 라더